# Nueva Villa de Padilla
La Nueva Villa de Padilla es una pequeña localidad, cabecera del municipio de Padilla en el estado mexicano de Tamaulipas. Su historia se remonta a 1749 cuando se fundó la Villa San Antonio de Padilla (Viejo Padilla), la cual fue capital del incipiente estado de Tamaulipas de 1824 a 1825. En 1970, debido a la construcción de la presa Vicente Guerrero y la correspondiente inundación de la zona, los habitantes de la villa fueron trasladados a su actual ubicación, fue entonces cuando se le añadió a su nombre el adjetivo de Nueva.

## Geografía
La Nueva Villa de Padilla se encuentra en la zona central del estado de Tamaulipas, a orillas de la presa Vicente Guerrero y del río Purificación, a una altitud media de 150 m s. n. m. Su clima es cálido seco con lluvias en verano, con temperaturas que oscilan de 1 °C en los inviernos más fríos, a 43 °C como máxima en los más calurosos veranos. La precipitación pluvial media de la zona es de 700 mm.

### Clima
| Parámetros climáticos promedio de Padilla, Tamaulipas | Parámetros climáticos promedio de Padilla, Tamaulipas | Parámetros climáticos promedio de Padilla, Tamaulipas | Parámetros climáticos promedio de Padilla, Tamaulipas | Parámetros climáticos promedio de Padilla, Tamaulipas | Parámetros climáticos promedio de Padilla, Tamaulipas | Parámetros climáticos promedio de Padilla, Tamaulipas | Parámetros climáticos promedio de Padilla, Tamaulipas | Parámetros climáticos promedio de Padilla, Tamaulipas | Parámetros climáticos promedio de Padilla, Tamaulipas | Parámetros climáticos promedio de Padilla, Tamaulipas | Parámetros climáticos promedio de Padilla, Tamaulipas | Parámetros climáticos promedio de Padilla, Tamaulipas | Parámetros climáticos promedio de Padilla, Tamaulipas |
| Mes                                                   | Ene.                                                  | Feb.                                                  | Mar.                                                  | Abr.                                                  | May.                                                  | Jun.                                                  | Jul.                                                  | Ago.                                                  | Sep.                                                  | Oct.                                                  | Nov.                                                  | Dic.                                                  | Anual                                                 |
| ----------------------------------------------------- | ----------------------------------------------------- | ----------------------------------------------------- | ----------------------------------------------------- | ----------------------------------------------------- | ----------------------------------------------------- | ----------------------------------------------------- | ----------------------------------------------------- | ----------------------------------------------------- | ----------------------------------------------------- | ----------------------------------------------------- | ----------------------------------------------------- | ----------------------------------------------------- | ----------------------------------------------------- |
| Temp. máx. abs. (°C)                                  | 38                                                    | 39.6                                                  | 43                                                    | 44.5                                                  | 48                                                    | 49                                                    | 44                                                    | 43                                                    | 42.5                                                  | 40.5                                                  | 39.5                                                  | 38.8                                                  | 49                                                    |
| Temp. máx. media (°C)                                 | 23.7                                                  | 26.5                                                  | 30.2                                                  | 33.5                                                  | 35.9                                                  | 37.0                                                  | 36.8                                                  | 37.2                                                  | 34.1                                                  | 31.2                                                  | 27.8                                                  | 24.1                                                  | 31.5                                                  |
| Temp. media (°C)                                      | 16.4                                                  | 18.8                                                  | 22.2                                                  | 25.6                                                  | 28.4                                                  | 29.8                                                  | 29.7                                                  | 30.0                                                  | 27.6                                                  | 24.4                                                  | 20.7                                                  | 17.0                                                  | 24.2                                                  |
| Temp. mín. media (°C)                                 | 9.2                                                   | 11.2                                                  | 14.3                                                  | 17.8                                                  | 21.0                                                  | 22.6                                                  | 22.7                                                  | 22.8                                                  | 21.0                                                  | 17.7                                                  | 13.5                                                  | 9.8                                                   | 17.0                                                  |
| Temp. mín. abs. (°C)                                  | -3.8                                                  | -8                                                    | -2                                                    | 1.6                                                   | 11                                                    | 15.6                                                  | 15.3                                                  | 17.5                                                  | 10.6                                                  | 2                                                     | 0.1                                                   | -6.8                                                  | -6.8                                                  |
| Precipitación total (mm)                              | 24.0                                                  | 18.4                                                  | 20.9                                                  | 45.1                                                  | 85.0                                                  | 60.2                                                  | 48.5                                                  | 65.6                                                  | 123.2                                                 | 70.8                                                  | 12.2                                                  | 21.0                                                  | 594.9                                                 |
| Horas de sol                                          | 85.2                                                  | 108.3                                                 | 156.6                                                 | 178.2                                                 | 207.1                                                 | 221.1                                                 | 232.2                                                 | 228.8                                                 | 159.8                                                 | 123.7                                                 | 100.5                                                 | 78.1                                                  | 1879.6                                                |
| Fuente: SMN                                           |                                                       |                                                       |                                                       |                                                       |                                                       |                                                       |                                                       |                                                       |                                                       |                                                       |                                                       |                                                       |                                                       |

## Historia
El 6 de enero de 1749, el primer gobernador de la provincia del Nuevo Santander, José de Escandón, fundó la villa con 41 habitantes con el nombre de San Antonio de Padilla en honor a San Antonio de Padua y a María Padilla, esposa del virrey de ese entonces Juan Francisco de Güemes, primer conde de Revillagigedo. Del 5 de julio de 1824 a enero de 1825 la villa fue elegida como capital del recién creado estado de Tamaulipas. El 19 de julio de 1824 fue escenario del fusilamiento de Agustín de Iturbide. El 3 de julio de 1832, Manuel Mier y Terán se suicidó en la casa donde Iturbide durmió antes de ser fusilado, a causa de la melancolía y tristeza su muerte.
En 1970 la población fue reubicada debido a la construcción del presa Vicente Guerrero en la cual vierten sus aguas los ríos Corona, Purificación y Pilón. En septiembre del mismo año, el entonces gobernador Manuel A. Ravize realizó el último acto oficial en la vieja ubicación al celebrar las fiestas de la independencia de México. En enero de 1971 la vieja villa fue inundada, las ruinas de la iglesia dedicada a San Antonio de Padua aún pueden verse,  bajo el agua se encuentran las ruinas de las haciendas de San Juan y de San Francisco.

## Población e infraestructura
En el año 2020 (fecha del último censo hasta la fecha), La Nueva Villa de Padilla tenía una población de 5135 personas de las cuales 2548 son hombres y 2587 mujeres. Los periódicos y estaciones de radio proceden de Ciudad Victoria, capital del estado, que se encuentra en la colindancia sur del municipio.
El municipio cuenta con diez aeródromos. La presa Vicente Guerrero, cuya extensión es de 39 000 hectáreas, es un atractivo turístico para los aficionados a la pesca deportiva de la lobina negra. Existe un monumento histórico que marca el lugar donde fue fusilado Agustín de Iturbide, Primer emperador de México, uno en la plaza principal dedicado a Benito Juárez  y otro a la memoria del dirigente agrario Juan Báez Guerra.